# 密云对囊蕨
密云对囊蕨（学名：Deparia vegetior var. miyunensis）也称密云蛾眉蕨，为蹄盖蕨科对囊蕨属下的一个变种。